# Polittico della Trinità (Turone)
Polittico della Trinità è un polittico di Turone di Maxio, realizzato con la tecnica della pittura a tempera su tavola, conservato nel Museo di Castelvecchio a Verona.